# Lazy (우에하라 아즈미의 노래)
〈Lazy〉는 우에하라 아즈미의 네 번째 싱글이다. 2002년 6월 19일 GIZA Studio에서 발매하였다.

## 개요
이 싱글곡은 TBS계 프로그램 《CDTV》의 6월 엔딩테마곡으로 사용되었다.
작곡, 편곡에는 현재 doa의 멤버인 도쿠나가 아키히토가 담당하였다. (커플링 곡은 전작과 같이 카와시마 다리아가 담당하였다.) 커플링 곡의 편곡에는 PAMELAH의 멤버이자 작곡가,편곡가인 오자와 마사즈미가 참가하였다.

## 수록곡
1. Lazy
작사：우에하라 아즈미 / 작곡,편곡：도쿠나가 아키히토
2. Lazy ~night clubbers mix~
작사：우에하라 아즈미 / 작곡：도쿠나가 아키히토 / 리믹스：night clubbers
3. Mask
작사：우에하라 아즈미 / 작곡：카와시마 다리아 / 편곡：오자와 마사즈미
4. Lazy ~Instrumental~

## 차트 성적
- 최고순위 33위 (오리콘)